# Asmenistis
Asmenistis is een geslacht van vlinders van de familie Lecithoceridae.

## Soorten
- A. cucullata (Meyrick, 1914)
- A. semifracta Diakonoff, 1954
- A. stephanocoma Meyrick, 1938